# Риканьи, Эдуардо
Эдуардо Риканьи (итал. Eduardo Ricagni; 29 апреля 1926, Буэнос-Айрес — 1 января 2010, там же) — аргентинский и итальянский футболист. Играл на позициях полузащитника и нападающего.

## Карьера
Эдуардо Риканьи родился в семье итальянца: его отец Пьетро мигрировал в Аргентину в 1912 году. Он начал свою футбольную карьеру в клубе «Платенсе», где провёл два сезона, забив 22 гола в 35 матчах. В 1947 году он перешёл в клуб «Бока Хуниорс». В своей дебютной игре за «Боку» 23 марта против «Федерасьон Тукумана» Риканьи сделал хет-трик, благодаря чему помог клубу выиграть трофей — Кубок Ибаргурена. Всего за клуб футболист провёл 52 матча и забил 23 гола. Затем он ушёл в «Чакариту Хуниорс», где, сыграв 3 сезона, забил 39 голов в 78 встречах. В 1951 году он перешёл в уругвайский клуб «Монтевидео Уондерерс», которому помог избежать вылета во второй дивизион. В 1951 году он вернулся в Аргентину, став игроком «Уракана». За этот клуб игрок забил 36 голов в 41 матче, из которых 28 в 1952 году, в котором он стал лучшим бомбардиром чемпионата страны.
В 1953 году он уехал на историческую родину, став игроком «Ювентуса». В этой команде Эдуардо дебютировал 1 ноября в матче с «Удинезе» (1:0). Всего за единственный сезон в «Старой Синьоре» Риканьи провёл 24 матча и забил 17 голов, из которых з мяча он забил 23 мая 1954 года в ворота «Палермо». 22 июля 1954 года Риканьи перешёл в «Милан». 19 сентября 1954 года он дебютировал в составе команды в матче с «Триестиной» (4:0). Последний матч за клуб футболист провёл 23 июня 1957 года в розыгрыше Латинского кубка с «Сент-Этьеном» (4:3). Всего за клуб футболист провёл 50 матчей и забил 16 голов. Он помог «россонери» выиграть чемпионат Италии и Латинский кубок. Завершил карьеру Риканьи в клубах «Торино» и «Катания».

## Международная карьера
Риканьи, будучи ориундо, имел право играть за сборную Италии. В её составе он дебютировал 13 декабря 1953 года в матче с Чехословакией, где забил гол (3:0). Затем он сыграл матч против Египта, где также отличился (5:1). А последнюю игру провёл 16 января 1955 года против Бельгии (1:0).

## Достижения

### Командные
- Обладатель Кубка Ибаргурена: 1944
- Чемпион Италии: 1955, 1957
- Обладатель Латинского кубка: 1956
- Бронзовый призёр Латинского кубка (2): 1955, 1957

### Личные
- Лучший бомбардир чемпионата Аргентины: 1952 (28 голов)